# Young Dre the Truth
Young Dre the Truth, parfois typographié Young Dré the Truth, de son vrai nom Andre Truthe, né à Seattle, Washington, est un artiste de hip-hop américain. Il est notamment connu pour ses travaux sur les bandes sonores de jeux publiés par Electronic Arts comme Fight Night Round 4, Madden 09, Madden 10, Les Sims 3, NBA Live 09 et NBA Live 10.

## Biographie
Andre est né à Seattle, dans l'État de Washington. Enfant, il passe quatre ans dans la Nouvelle-Orléans. Lors d'un entretien, il explique concernant son nom de scène : « ...je suis né avec. Je m'appelle Andre. The Young (le jeune) vient du fait que j'étais le plus jeune du crew. The Truth (la vérité) vient de mes potes, avec qui je trainais et qui me connaissaient bien. Ils ont commencé à me dire 'tu dis' tout le temps 'la vérité'. Alors je m'y suis fait. » Dans un autre entretien en 2008, il confie s'être lancé dans le rap à l'école primaire en classe de poésie.
Young Dre publie son premier album studio, Hated By Many, le 12 août 1997. Il suit de l'album Revolution in Progress: The Movement en 2005. Young Dre joue au Knitting Factory de Hollywood le 28 mars 2008 aux côtés de Camp Lo. En 2009, il publie sa chanson Workin’ en featuring avec Good Charlotte, issue de son EP Bigga Than Life. Il se lance en tournée avec Good Charlotte dans 20 à 30 villes pour la promotion du single.
En 2010, il publie une nouvelle chanson intitulée Bad Hussle Truth (The West) en featuring avec Nipsey Hussle et Bad Lucc. La même année, il participe à la bande-son du jeu vidéo Fight Night Round 4 avec la chanson Cheah Beah (Fight Night Remix) aux côtés de Snoop Dogg. Le 30 juillet 2012, il publie la mixtape de Bigga Than Life. En janvier 2016, il collabore avec le rappeur Problem pour la chanson 2 Thangz produite par Tekneek.

## Discographie

### Albums studio
- 1997 : Hated By Many
- 2005 : Revolution in Progress: The Movement

### EP
- 2008 : Bigga Than Life